# HMS Tumlaren (1940)
Pour les autres navires du même nom, voir HMS Tumlaren.
Le HMS Tumlaren est un sous-marin de classe Sjölejonet de la marine royale suédoise. 

## Construction
Le navire a été commandé à Kockums Mekaniska Verkstads AB à Malmö et sa quille a été posée en 1940. Le navire a été lancé le 7 septembre 1940 et a rejoint la flotte le 14 mai 1941

## Utilisation du service
Le navire a été retiré du service le 1er janvier 1964 et vendu en 1967 à Ystad pour démolition.